# Se Dançar É Só Depois
Se Dançar É Só Depois é o segundo EP de Ana Lua Caiano. Editado a 5 de maio de 2023, pela Chinfrim Discos, o disco sucedeu a Cheguei Tarde A Ontem.

## Gravação e lançamento
Apresentado como a continuidade dessa estreia, uma vez que Caiano compôs as canções de ambos durante o mesmo período (a pandemia de COVID-19), o disco foi gravado entre 2022 e 2023. Neste registo, contudo, Ana Lua Caiano assumiu as rédeas da produção.
A Direção-Geral das Artes garantiu o apoio à produção do disco; já a divulgação contou com o apoio da estação de rádio pública Antena 1.
Os vídeos dos vários singles - “Mão Na Mão”, "Adormeço Sem Dizer Para Onde Vou" e "Se Dançar É Só Depois" - foram realizados pela sua irmã, Joana Caiano.

## Música e influências
À semelhança do que já acontecera no registo anterior, a música deste EP está ancorada na música tradicional portuguesa, com uma visão contemporânea. Além de usar instrumentos como o adufe ou bombos, cruza referências e tonalidades com electrónica, recorrendo a loops, e incorpora sons do quotidiano, como chaves ou um frigorífico. Em comparação com o EP anterior, Caiano admite ter apostado na experimentação
Apesar da sua formação em jazz e música clássica, entre as influências elencadas por Caiano estão Björk e Portishead, mas também várias figuras lusófonas, como José Afonso, Cesária Évora,  Clã, Manuel Cruz ou Chico Buarque.
Nas suas letras, Caiano reflecte sobre a actualidade, da crise da habitação às exigências laborais do mundo moderno, sobretudo com recurso à metáfora, tanto nas suas composições, como nos vídeos que daí nascem

## Receção
O disco foi genericamente bem recebido pela crítica. Gonçalo Frota, do jornal Público, atribuiu-lhe uma classificação de quatro estrelas, dizendo que as canções "têm tanto de subversivo e de criativo num registo de one-woman band quanto de universal". No Altamont, Marcela Janeiro Pereira deu-lhe 8/10, elogiando o cruzamento de electrónica com elementos da música tradicional portuguesa.
O lançamento do disco levou-a em digressão por Portugal e à sua primeira internacionalização em nome próprio, com uma data em Espanha.
Em 2023, foi considerado pela BLITZ como uma dos melhores albuns portugueses, aparecendo em 17º na sua lista dos 50 melhores álbuns portugueses de 2023. 

## Alinhamento
| N.º | Título                             | Duração |  |
| 1.  | "Mão na Mão"                       | 03:42   |  |
| 2.  | "Vou Abaixo, Volto Acima"          | 02:06   |  |
| 3.  | "Dói-me a Cabeça e o Juízo"        | 02:19   |  |
| 4.  | "Se Dançar É Só Depois"            | 02:49   |  |
| 5.  | "Casa Abandonada"                  | 03:22   |  |
| 6.  | "Adormeço Sem Dizer Para Onde Vou" | 02:56   |  |